# John Neervens
John Neervens (Helmond, 1 januari 1946 – Landgraaf, 3 november 2006) was een Nederlands bestuurder.

## Loopbaan
Neervens werd geboren als bakkerszoon in Helmond. Als student sociologie in Nijmegen stond hij bekend als links-radicaal en was tekstschrijver voor het progressieve toneelgezelschap Sater.
Hij heeft 22 jaar bij het Sociaal Fonds Bouwnijverheid gewerkt, de pensioenuitvoerder uit Amsterdam die tegenwoordig Cordares heet. Hij begon daar als medewerker en maakte uiteindelijk promotie tot algemeen directeur.
Door een headhunter werd hij gevraagd directievoorzitter van het ABP te worden, het grootste pensioenfonds van Europa en het op een na grootste pensioenfonds ter wereld. Die functie heeft hij twaalf jaar, tot aan zijn dood, uitgeoefend.
Neervens had de leiding over het ABP gedurende de moeilijke periode dat het moest omschakelen van een staatsbedrijf naar een modern pensioenfonds. In die periode werd het bedrijf ook geconfronteerd met de dot.com crash op de aandelenmarkt.
Naast directievoorzitter had Neervens ook nevenfuncties waaronder voorzitter van de raad van toezicht van de Universiteit Maastricht. Daarnaast was Neervens voorzitter van de Raad van Commissarissen van DELA Coöperatie.
Hij overleed onverwacht op 60-jarige leeftijd, juist herstellende van een ernstige ziekte.